# Варфоломєєв Іван Олександрович
Іва́н Олекса́ндрович Варфоломє́єв (нар. 24 березня 2004, Сімферополь, АР Крим, Україна) — український футболіст, півзахисник чеського клубу «Слован» (Ліберець) та молодіжної збірної України.

## Клубна кар'єра
Народився в Сімферополі. Вихованець сімферопольської «Таврії», де його першими тренерами були Андрій Черемісін та Віталій Пономарьов. У 2014 році переїхав до академії львівських «Карпат».
У вересні 2020 року перейшов до іншого львівського клубу, «Руху». Дебютував у футболці львів'ян 21 лютого 2021 року в програному (0:2) виїзному поєдинку 15-го туру Першої ліги України проти донецького «Шахтаря». Іван вийшов на поле на 89-й хвилині, замінивши Романа Карасюка. Паралельно виступав за «Рух-2» у Прем'єр-лізі Львівської області, провів 2 гри та забив 1 гол.
Навесні 2022, після повномасштабного російського вторгнення до України, Варфоломєєв самовільно розірвав угоду з «Рухом» та виїхав за межі України, у липні підписавши угоду з клубом «Слован» (Ліберець). Палата вирішення спорів Української асоціації футболу за підсумками розслідування зобов'язала футболіста сплатити «Руху» компенсацію в розмірі близько 100 тисяч доларів США. Проте Спортивний арбітражний суд (м. Лозанна, Швейцарія) скасував це рішення Палати з вирішення спорів УАФ і визнав, що в діях гравця не було жодного порушення, а також присудив ФК «Рух» до виплати заборгованості за відпрацьований період.
У сезоні 2022/23 українець провів за чеський клуб 14 ігор та відзначився 2 результативними передачами.

## Кар'єра в збірній
У січні 2020 року головний тренер юнацької збірної України (U-16) Сергій Нагорняк викликав Івана Варфоломєєва для участі в міжнародному турнірі «Кубок Егейського моря». Дебютував за збірну на цьому турнірі 15 січня 2020 року в програному (0:3) поєдинку проти однолітків з Південної Кореї. Іван вийшов на поле в стартовому складі, а на 46-й хвилині його замінив Микита Ситников. Цей матч так і залишився для гравця єдиним у футболці збірної U-16.
У березні 2021 року головний тренер юнацької збірної України (U-18) Олександр Петраков викликав Варфоломєєва до табору національної команди на тренувальний збір у межах підготовки до кваліфікаційного раунду чемпіонату Європи 2022 року.
У листопаді 2023 отримав перший виклик до молодіжної збірної України (U-21).